# CF Os Belenenses
Clube de Futebol Os Belenenses (wym. [bɨlɨˈnẽsɨʃ]) – portugalski klub sportowy z siedzibą w lizbońskiej dzielnicy Belém, założony w 1919, jeden z czołowych zespołów portugalskich, mistrz Portugalii 1946, w sezonie 2024/2025 występuje w Liga 3. Klub posiada również sekcje: piłki ręcznej, koszykówki, lekkoatletyki i rugby.

## Sukcesy
- mistrz Portugalii: 1946
- 3 razy zdobywca Pucharu Portugalii: 1942, 1960, 1989
- mistrz Portugalskiej 2. ligi: 1984, 2013
- 6 razy mistrz Lizbony: 1926, 1929, 1930, 1931, 1944, 1946
- zwycięzca nieoficjalnych mistrzostw Portugalii: 1927, 1929, 1933
- zwycięzca Pucharu Intertoto: 1975

## Obecny Skład
Stan na 20 stycznia 2019
| Nr | Poz. | Piłkarz                              |
| -- | ---- | ------------------------------------ |
| 1  | BR   | Muriel Gustavo Becker                |
| 2  | OB   | Gonçalo Alexandre Glórias Tavares    |
| 4  | PO   | Merlin Abdoulaye Koumba Tandjigora   |
| 5  | PO   | Eduardo Henrique da Silva            |
| 6  | OB   | Vincent Julien Sasso                 |
| 7  | NA   | Luís Carlos Pereira Carneiro         |
| 8  | NA   | Euciodálcio Gomes                    |
| 9  | NA   | Tiago David Janeiro Caeiro           |
| 10 | PO   | Diogo Filipe Guerreiro Viana         |
| 11 | PO   | Matija Ljujić                        |
| 12 | OB   | Pierre Sagna                         |
| 14 | OB   | Luís Marques Almeida Vieira da Silva |
| 16 | NA   | Alfredo Kulembe Ribeiro              |
| 17 | NA   | Henrique Almeida Caixeta Nascentes   |

| Nr | Poz. | Piłkarz                            |
| -- | ---- | ---------------------------------- |
| 21 | OB   | Zakarya Bergdich                   |
| 23 | OB   | José Cleylton de Morais dos Santos |
| 25 | OB   | Nuno Miguel do Adro Tomás          |
| 26 | PO   | André Filipe Bernardes Santos      |
| 37 | OB   | Gonçalo Filipe Oliveira Silva      |
| 39 | BR   | Michael Simões Domingues           |
| 47 | PO   | Jonatan Lucca                      |
| 50 | NA   | Alhassane Keita                    |
| 66 | PO   | Nuno Miguel Prata Coelho           |
| 67 | PO   | Reinildo Isnard Mandava            |
| 70 | PO   | Carlos Filipe Fonseca Chaby        |
| 93 | NA   | Ousmane Dramé                      |
| 98 | PO   | João Diogo Alves Rodrigues         |

## Europejskie puchary
Legenda do wszystkich tabel:
- Q – runda eliminacyjna, 1/16, 1/8, 1/4, 1/2 – odpowiednia faza rozgrywek, Grupa – runda grupowa, 1r gr – pierwsza runda grupowa, 2r gr – druga runda grupowa, F – finał, R – runda, PO – play-off
- k. – rzuty karne, los. – losowanie, Dogr. – dogrywka, w. – zasada bramek strzelonych na wyjeździe

| Sezon   | Rozgrywki                 | Runda   | Przeciwnik          | Dom | Wyjazd | Ogólnie      |
| ------- | ------------------------- | ------- | ------------------- | --- | ------ | ------------ |
| 1961/62 | Puchar Miast Targowych    | 1R      | Hibernian           | 1–3 | 3–3    | 4–6          |
| 1962/63 | Puchar Miast Targowych    | 1R      | FC Barcelona        | 1–1 | 1–1    | 2–2, 2–3 (N) |
| 1963/64 | Puchar Miast Targowych    | 1R      | NK Trešnjevka       | 2–0 | 2–1    | 4–1          |
| 1963/64 | Puchar Miast Targowych    | 2R      | AS Roma             | 0–1 | 1–2    | 1–3          |
| 1964/65 | Puchar Miast Targowych    | 1R      | Shelbourne          | 1–1 | 0–0    | 1–1, 1–2 (N) |
| 1973/74 | Puchar UEFA               | 1R      | Wolverhampton       | 0–2 | 1–2    | 1–4          |
| 1976/77 | Puchar UEFA               | 1R      | FC Barcelona        | 2–2 | 2–3    | 4–5          |
| 1987/88 | Puchar UEFA               | 1R      | FC Barcelona        | 1–0 | 0–2    | 1–2          |
| 1988/89 | Puchar UEFA               | 1R      | Bayer 04 Leverkusen | 1–0 | 1–0    | 2–0          |
| 1988/89 | Puchar UEFA               | 2R      | Velež Mostar        | 0–0 | 0–0    | 0–0, k: 3–4  |
| 1989/90 | Puchar Zdobywców Pucharów | 1R      | AS Monaco           | 1–1 | 0–3    | 1–4          |
| 2007/08 | Puchar UEFA               | 1R      | Bayern Monachium    | 0–2 | 0–1    | 0–3          |
| 2015/16 | Liga Europy               | 3Q      | Göteborg            | 2–1 | 0–0    | 2–1          |
| 2015/16 | Liga Europy               | PO      | Altach              | 0–0 | 1–0    | 1–0          |
| 2015/16 | Liga Europy               | Grupa I | FC Basel            | 0–2 | 2–1    | 4. miejsce   |
| 2015/16 | Liga Europy               | Grupa I | ACF Fiorentina      | 0–4 | 0–1    | 4. miejsce   |
| 2015/16 | Liga Europy               | Grupa I | Lech Poznań         | 0–0 | 0–0    | 4. miejsce   |

## Strony klubowe
- Oficjalna strona
- Strona CF Belenenses. cfbelenenses.blogspot.com. [zarchiwizowane z tego adresu (2007-07-03)].